# Dongseon-dong
Dongseon-dong là một dong, phường của Nowon-gu ở Seoul, Hàn Quốc.

## Liên kết
1. 1 2  "동선동 (Dongseon-dong 東仙洞)" (bằng tiếng Hàn). Doosan Encyclopedia. Truy cập ngày 26 tháng 4 năm 2008.

- (tiếng Anh) Trang chính thức Seongbuk-gu Lưu trữ ngày 7 tháng 8 năm 2009 tại Wayback Machine
- Bản đồ của Seongbuk-gu[liên kết hỏng]
- (tiếng Hàn) Trang chính thức Seongbuk-gu
- (tiếng Hàn) Văn phòng dân cư Dongseon-dong Lưu trữ ngày 9 tháng 2 năm 2012 tại archive.today